# José Rafael Sañudo
José Rafael Sañudo Torres (AFI: /xoˈse rafaˈel saˈɲuðo ˈtores/), referido simplemente como Rafael Sañudo (San Juan de Pasto, 24 de octubre de 1872 - 5 de abril de 1943), fue un historiador, filósofo, escritor, erudito, jurisconsulto y catedrático colombiano, oriundo de San Juan de Pasto, en el actual departamento de Nariño.
Dedicó su obra a investigaciones históricas y jurídicas, documentando gran parte de la historia gentilicia de Pasto, algunos personajes notables y estudiando in extenso la ciencia del derecho. Entre sus grandes obras escritas destaca Estudios sobre la vida de Bolívar, libro por el que se considera uno de los detractores de Simón Bolívar.

## Vida
José Rafael Sañudo Torres nació el 24 de octubre de 1872 en la ciudad de San Juan de Pasto. Fue hijo de Joaquín Sañudo y Segura y de Josefina Torres Sarralde, y hermano de Dolores Cristina y Eumene. Como correspondía a la época, inició los estudios en su propia casa, bajo la tutela de su madre y notable institutriz pastusa, posteriormente asistió a la escuela católica del padre Mesías Estrella en la misma ciudad. Luego pasó a formar parte de los colegios de San Felipe Neri y del Seminario, dirigido este último por la Compañía de Jesús, enfocándose en los cursos de humanidades. Al culminar, estudió Derecho en el Colegio Académico de Pasto, sin conseguir recibirse de abogado.[cita requerida]
Su experiencia profesional inició como profesor de la Universidad de Nariño, además de fungir en otros cargos de la rama jurídica del poder público como juez de circuito, juez superior y magistrado del tribunal de Pasto. Durante este periodo conoció a varios personajes de la política de la época, algunos líderes criollos y allegados a Simón Bolívar, a quien describe en su libro más célebre Estudios sobre la vida de Bolívar.
Su crítica a las acciones negativas de los personajes políticos de la época evitaron que obtuviera una posición en la Corte Suprema de Justicia.
En 1934, recibió el grado de doctor honoris causa por la Universidad de Nariño.
Fue, además, catalogado como uno de los intelectuales ínclitos, que apoyaron la creación de Nariño como departamento en Colombia, junto con Fortunato Pereira Gamba, Julián Bucheli Ayerbe, Luciano Herrera, Alejandro Santander, Samuel Jorge Delgado, Justo Guerra, Benjamín Belalcázar, Tomas Hidalgo, Manuel María Rodríguez, Rosendo Mora, José María Navarrete, entre otros.

## Obra de Sañudo[4]
- La expiación de una madre, novela didáctica (1894)

La primera obra escrita por José Rafael Sañudo a sus 20 años de edad y publicada en 1894 por la tipografía de Alejandro Santander. La importancia de esta obra radica en ser la primera novela registrada en territorio del actual departamento de Nariño, en que el autor ilustra el sistema moral edificado a imagen y semejanza de su consciencia, siendo los personajes descritos siguiendo los cánones del Romanticismo europeo. Manifestando un problema familiar por el nacimiento ilegítimo de uno de los protagonistas y el incumplimiento de una promesa de matrimonio. Sin embargo, para Sañudo lo importante era su planteamiento filosófico y moral que exige la sanción a toda culpa cometida.
- Otro panamismo: el tratado colombo-ecuatoriano, ensayo (1917)

Obra de José Rafael Sañudo publicada en 1917 por la imprenta Jesús Rivera.
- Estudios sobre la vida de Bolívar,[6] biografía (1925)

Obra de José Rafael Sañudo publicada en 1925. Fue su obra más relevante e influyente ya que fue controvertida y de la cual se han hecho hasta ahora tres ediciones.
- Filosofía del derecho

Obra de José Rafael Sañudo publicada en 1928 por la imprenta departamental de Nariño. Habla de la libertad moral y de la libertad jurídica, de la libertad civil, de sus derechos innatos y adquiridos y de la libertad política. No cede en lo relacionado con la moral, pues mantiene: «Nadie usa de su derecho correctamente, ni nadie es malo por sí solo, si el derecho fortifica la sociedad, el delito la zapa y destruye el escenario en que han de aparecer nuestros derechos, por donde debemos saber que el mal o el bien que practicamos, tienen efectos solidarios, que no solo afectan a una generación, sino a las que suceden.»
- El Departamento de Nariño y su Capital

Fue un boletín de estudios históricos de Pasto publicado en abril de 1935.
- Apuntes sobre la historia de Pasto, crónica histórica (1938)

Obra de José Rafael Sañudo publicada en 1938 en tres volúmenes. Cuenta en detalle la historia del pueblo pastuso, con sus grandezas y miserias, en un lenguaje rico y meticuloso respaldado por documentos, notas de archivo y la intuición del autor.
- Otros

Escribió también textos cortos como las «Breves consideraciones sobre un folio del Dr. Antonio José Restrepo» en 1916. Referente a la cuestión de la moneda en Colombia y especialmente en Nariño.